# Silvestr Bláha

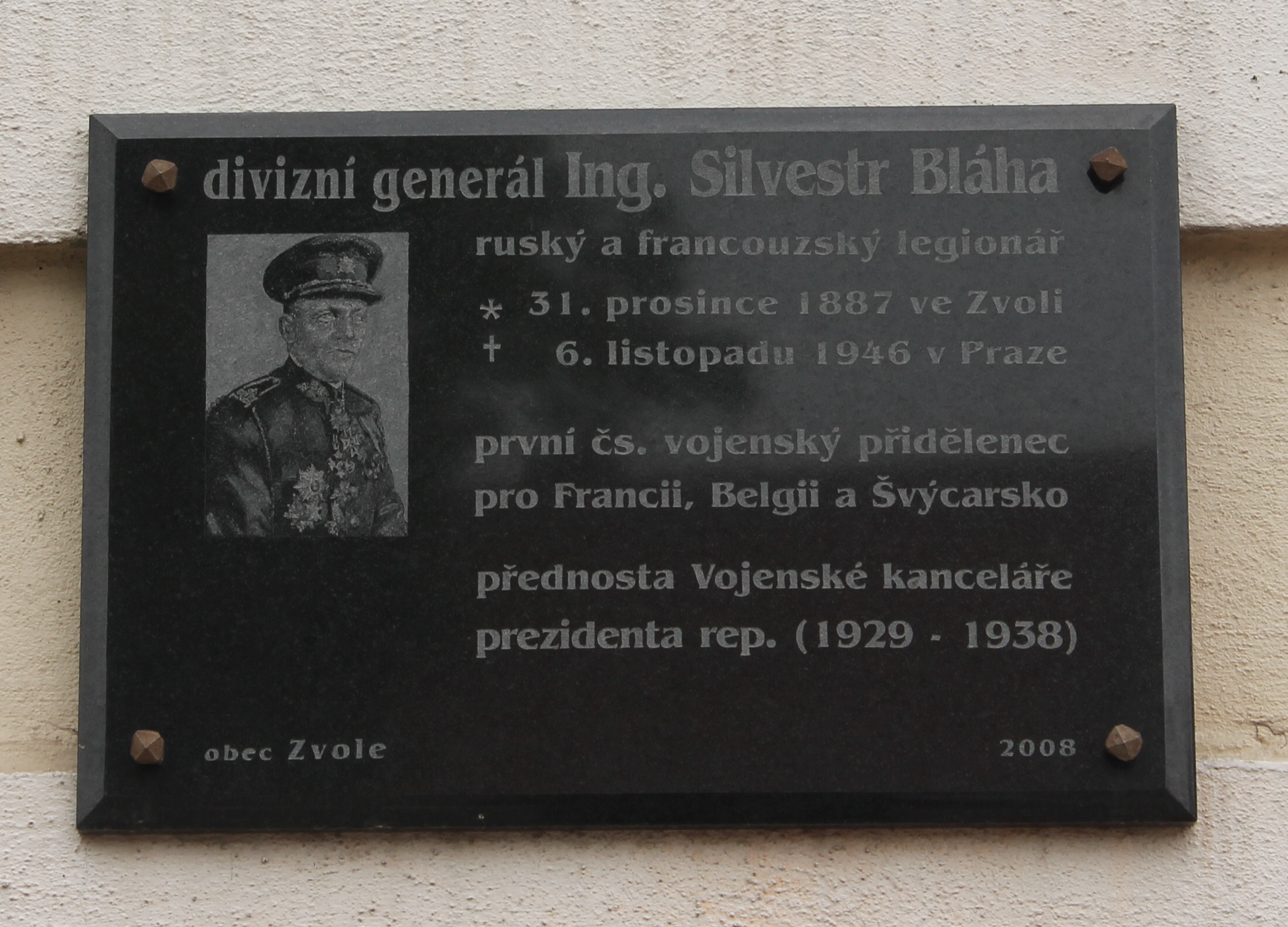
Pamětní deska Silvestra Bláhy na budově školy ve Zvoli

Silvestr Bláha (31. prosince 1887 Zvole – 6. listopadu 1946 Praha) byl český voják a odbojář, který působil jako přednosta Vojenské kanceláře prezidenta republiky po boku T. G. Masaryka a Edvarda Beneše.

## Mládí
Maturitu složil na Vyšší reálce v Novém Městě na Moravě, vzdálené od Zvole asi 12 km. V roce 1905 odešel studovat do Prahy na České vysoké učení technické na stavební odbor.

## Manželství
Manželství uzavřel s Adélou Hartmanovou, která byla původem z Německa. Manželství bylo bezdětné. Adéla Bláhová zemřela v Praze 8. ledna 1975.

## Vojenská činnost
Když si splnil povinnosti prezenční služby v rakousko-uherské armádě u dělostřeleckého pluku v Krakově, odešel v roce 1912 jako stavební inženýr státních služeb do Dalmácie, kde pracoval na různých drobných stavbách až do vypuknutí první světové války.
Po mobilizaci nastoupil službu u samostatného pevnostního dělostřeleckého praporu v Přemyšlu. Zde byl také dne 22. března 1915 zajat ruskou armádou. Dva roky se pohyboval po zajateckých táborech a poté vstoupil jako dobrovolník do Československého vojska na Rusi. Jako prostý vojín byl zařazen do střeleckého pluku 8 „Slezského“. Krátce na to absolvoval důstojnický kurz v Borispoli.
V říjnu 1917 odjel s prvním transportem dobrovolníků k Československým legiím do Francie. Velel francouzské rotě a od srpna 1918 byl velitelem 11. roty 21. Československého střeleckého pluku, s ním prošel válečné tažení na západní frontě v Alsasku, Champagne a Arden, zejména boje u Terronu. Domů se vrací v hodnosti majora ve funkci velitele praporu.
Po návratu do vlasti jej však čeká zase fronta. Zúčastnil se bojů na Těšínsku a na Slovensku bojoval s Maďary u Zvolena a Levic.
V lednu 1919 velel kombinované brigádě v severním úseku Těšínska, poté se stal zástupcem vrchního velitele operujících vojsk.
Mezitím byl major Bláha povýšen do hodnosti podplukovníka a koncem srpna 1919 přidělen zahraničnímu oddělení prezídia ministerstva národní obrany. V lednu následujícího roku byl ustanoven náčelníkem Československé vojenské mise ve Francii a současně prvním vojenským atašé pro Francii, Belgii, Velkou Británii a Švýcarsko. V letech 1925–1929 velel 33. pěšímu pluku „Doss Alto“ v Chebu. Dnem 30. května 1927 úspěšně ukončil kurz pro vyšší velitele při Válečné škole v Praze a potom následuje vrchol jeho kariéry.
Dne 28. února 1928 byl ustanoven přednostou Vojenské kanceláře prezidenta republiky, tuto funkci zastával až do Mnichovské kapitulace. Krátce nato byl v roce 1929 povýšen na brigádního generála. Od jara 1932 byl současně náčelníkem Vojenského ústavu vědeckého a jedním z předních československých vojenských teoretiků. Jako vojenský teoretik Silvestr Bláha upozorňoval na hrubé nedostatky čs. vojenské doktríny. Od jara 1932 zastával funkci náčelníka Vojenského ústavu vědeckého. Prokázal rozsáhlou vědeckou a publikační činnost v oblasti Československé vojenské teorie.
Na divizního generála byl povýšen 1. 7. 1934.
Díky tomu, že se ve třicátých létech kriticky vyjadřoval k situaci v armádě, byly jeho vztahy s částí generality kolem Jana Syrového nepřátelské. A to mělo vliv v období po abdikaci prezidenta Beneše, a proto i ve svých 52 letech Bláha odchází z armády.
S nacistickou okupací se nesmířil. Pro své exponované postavení u prezidenta dr. E. Beneše a publikační činnost byl známý mezi širokou veřejností a získal doklady o tom, že Němci sledují jeho činnost a hlídají ho.
Po válce byl generál opět zařazen do služby, ale pro příliš demokratické smýšlení, vyšší věk a zdravotní problémy byl dán do výslužby. Krátce poté, před svými devětapadesátými narozeninami 6. 11. 1946 v Praze zemřel.

## Odbojová činnost
Generál udržoval spojení s odbojem a v době Pražského povstání působil jako pobočník generála Vedrala[zdroj⁠?!]. V odbojové činnosti byli zapojeni i jeho švagrové – letci, bratři Hamšíkovi.

## Vyznamenání
- Válečný kříž 1914-1918, 1918 (Francie)
- Československý válečný kříž 1914–1918, 1918
- Československý válečný kříž 1914–1918, udělen podruhé, 1919
- Československá revoluční medaile, 1919
- Československá medaile Vítězství, 1921
- Řád čestné legie, IV. třída – důstojník, 1925 (Francie)
- Řád britského impéria , III. třída, 1925 (Velká Británie)
- Řád belgické koruny, III. třída – komandér, 1925 (Belgie)
- Řád Nilu [1], II. třída, 1929 (Egypt)
- Řád rumunské koruny, II. třída, 1933 (Rumunsko)
- Řád sv. Sávy , II. třída 1933 (Jugoslávie)
- Řád čestné legie, III.. třída – velitel, 1935 (Francie)

## Publikační činnost

### Studie
- Nástin spolupráce strategie a politiky
- Branná politika a demokracie
- Budování mocenského postavení Malé dohody
- Obrana republiky
- Technika v obraně naší republiky
- Co Masaryk dal armádě a brannosti národa

## Pamětní deska
Dne 12. října 2008 došlo ke slavnostnímu odhalení pamětní desky diviznímu generálovi Ing. Silvestru Bláhovi na budově Základní školy ve Zvoli nad Pernštejnem.

## Ztvárnění v umění
V roce 2013 ho v seriálu České století ve 2. epizodě Den po Mnichovu (1938) ztvárnil herec David Suchařípa.